# Kardos Géza (orvos)
Kardos Géza (Salgótarján, 1887. május 9. – Temesvár, 1947. augusztus 18.) magyar orvos, (orvosi) szakíró, szerkesztő.

## Életútja
Egyetemi tanulmányait Budapesten és Berlinben végezte. Pályakezdőként az aradi állami gyermekmenhely igazgatójaként működött, 1928-tól Temesvárt gyermekgyógyász szakorvos. A Temesvárt megjelent Orvosok Lapja főmunkatársa (1926–32), a lap folytatásaként kiadott Therapia szerkesztője (1932–38).

## Munkássága
Tanulmányaiban, tudományos előadásaiban és közleményeiben főleg a gyermekgyógyászat, gyermekvédelem és a demográfia elméleti és gyakorlati kérdéseivel foglalkozott, ismertetve a különböző gyermekvédelmi akciók s a csecsemőhalandóság terén elért eredményeit. Szerkesztésében s az Orvosok Lapja kiadásában jelent meg az Erdélyi fürdőkalauz című terjedelmes kiadvány (Temesvár, 1928), amely szakszerűen, de olvasmányos stílusban ismertette az összes erdélyi gyógyfürdőket, ásványvízforrásokat, üdülőhelyeket és szanatóriumokat. Ismeretterjesztő cikkeit az Aradi Közlöny, Erdélyi Hírlap, Temesvári Hírlap és Déli Hírlap közölte.

## Fontosabb munkái különnyomatban
- A kanyaró prophylaxisa (Temesvár, 1927)
- A járványos gyermekbénulás epidemológiája, diagnózisa és therápiája (Temesvár, 1928)
- Szoptatott csecsemők éhezése (Temesvár, 1930)
- A Heine-Medin-betegség prophylaxisa (Temesvár, 1931)
- Észlelések a szállított csecsemőkön (Temesvár, 1939)
- A tuberkulózis elleni védekezés Calmette-féle oltással (Temesvár, 1940)